# Рещиков, Иосиф Иванович
Иосиф Иванович Рещиков (29 марта 1892, с. Васильевское, Перемышльский уезд, Калужская губерния, Российская империя — 26 ноября 1937) — советский партийный и государственный деятель, председатель Красноярского крайисполкома (1935—1937).

## Биография
Родился в семье крестьянина-середняка. Трудовую жизнь начал в 15 лет штукатуром.
В 1912 г. вступил в переписку с редакцией «Правды». За ним началась слежка, некоторых из его товарищей арестовали, но он сам остался на свободе. 
В 1917—1920 гг. — член Партии левых социалистов-революционеров, с 1920 г. — член РКП(б). В 1989 г. был посмертно восстановлен в рядах КПСС.
До 1917 г. в русской армии. Старший унтер-офицер.
С 1917 г. вктивный участник установления советской власти в Калужской губернии. В конце 1920-х гг. работал председателем исполнительного комитета Перемышлянского уезда Калужской губернии, затем заместителем председателя Калужского губернского исполнительного комитета, председателем губернского Совета народного хозяйства. Затем был приглашен в наркомат внешней торговли СССР на должность заместителя начальника управления.
- 1926—1929 гг. — секретарь, заведующий организационным отделом исполнительного комитета Сибирского краевого Совета,
- 1929—1930 гг. — председатель исполнительного комитета Томского окружного Совета, ответственный секретарь Томского городского комитета ВКП(б),
- 1930—1934 гг. — заместитель председателя исполнительного комитета Западно-Сибирского краевого Совета,
- 1934—1935 гг. — председатель организационного комитета Президиума ВЦИК по Красноярскому краю,
- 1935—1937 гг. — председатель исполнительного комитета Красноярского краевого Совета. В эти года шла интенсивная индустриализация края — строились Красноярский машиностроительный завод, Игарский лесокомплекс, Норильский горно-металлургический комбинат, Красноярский целлюлозно-бумажный комбинат и другие промышленные предприятия.

В конце июля 1937 г. был арестован по обвинению во вредительстве, подготовке теракта и участии в контрреволюционной организации правых. 26 ноября 1937 г. Военной Коллегией Верховного Суда СССР был приговорен к расстрелу. 
Реабилитирован в 1956 г.